# Vom Qadi Abu Yusuf und der Herrin Zubaida
Vom Qadi Abu Yusuf und der Herrin Zubaida ist eine Erzählung aus den Geschichten aus Tausendundeiner Nacht. Sie wird in der Arabian Nights Encyclopedia als ANE 119 aufgeführt (→ Tausendundeine Nacht – Liste der Geschichten).
In der Kurzgeschichte entschärft der Qadi Abu Yusuf eine gefährliche Situation zwischen dem fünften Abbasiden-Kalifen Harun al-Raschid und seiner Gattin Zubaida bint Dschaʿfar.

## Handlung
Eines Mittags legte sich der Kalif Harun al-Raschid auf seinem Ruhelager nieder und fand dort plötzlich ein frisches weißfarbenes Gerinsel. Es kam ihm ein furchtbarer Verdacht und so rief er seine Gattin Zubaida und konfrontierte sie mit seiner Entdeckung. Zubaida glaubte wie der Kalif, dass es sich um männliches Sperma handelte, bestritt aber damit etwas zu tun zu haben und schlug vor den Qadi Abu Yusuf zu rufen, der auch erschien. Als Harun al-Raschid seine Vorwürfe vortrug, hob Abu Yusuf den Kopf zur Decke erblickte ein Loch und merkte an, dass Fledermäuse die gleiche Spermaflüssigkeit hätten wie Menschen. Daraufhin nahm er einen Speer, steckte ihn das Loch und tatsächlich kam eine Fledermaus heraus. Zubaida war damit entlastet. Ein anderes Mal soll Abu Yusuf die Qualität verschiedener Obstsorten beurteilen, wobei er verlangt, dass die Früchte zu ihm gebracht werden, da man nicht über Abwesende urteilen dürfe. 

## Hintergrund
Die Geschichte findet sich sowohl in den ägyptischen Manuskripten, als auch den meisten frühen arabischen Druckausgaben des 19. Jahrhunderts. Die Kalkutta-II-Edition wurde von Richard Francis Burton und Enno Littmann für ihre Sammlungen genommen.
Die zweite Anekdote um Abu Yusuf und die Früchte findet sich bereits in der Schrift al-Bayân wa-'l-tabyîn des berühmten Literaten al-Dschahiz (776–869) wieder.
In Tausendundeine Nacht existiert eine weitere ähnliche Geschichte mit Vom Schurken und der keuschen Frau (ANE 185). Hier entdeckt ein Ehemann auf seinem Bett eine Flüssigkeit, bei der sich herausstellt, dass es sich um das Weiß von einem rohen Ei handelt, das von einem eifersüchtigen Mann dort deponiert wurde.

## Ausgaben
- Richard Francis Burton: Arabian Nights, Burton Club, 1900 (Erstausgabe 1885–1888), Band 5, S. 85f.
- Enno Littmann: Die Erzählungen aus den tausendundein Nächten, Insel Verlag, Frankfurt 1968, Band 3, S. 452f.